# Jean-Baptiste Rey
Jean-Baptiste Rey (Lauzerte, 18 de desembre de 1734 − París, 15 de juliol de 1810) fou un director d'orquestra i compositor francès.
Estudià art musical amb mestres del seu voltant, i avançà tant en els seus estudis que als setze anys ja era mestre de capella de la catedral d'Auch (Gascunya), càrrec que deixà per a dirigir l'orquestra de l'Òpera de Tolosa. Per espai d'uns quaranta anys va romandre en les seves funcions de director d'orquestra en diverses ciutats de França, tals com Montpeller, Marsella, Bordeus i Nantes, i es traslladà finalment a París, on el seu èxit fou molt ràpid, ja que com a ajudant o substitut de Francœur, o com el seu successor el 1781, dirigí el teatre de l'Òpera, i tingué a càrrec seu l'execució de les obres mestres de Gluck, Spontini, Piccinni i Salieri.
Però tant el seu càrrec de director de l'orquestra de l'Òpera com el de mestre de capella de Lluís XIV (que desenvolupava des de 1779), els va perdre a causa de la Revolució. El 1794, en organitzar-se el Conservatori de París, se'l nomenà professor d'harmonia d'aquest; però com que era partidari de Rameau, fou jubilat en procedir-se el 1802 a la reducció de personal d'aquell centre docent; posteriorment fou mestre de capella de Napoleó (1804-1810).
En col·laboració amb el seu germà Rey, donà al teatre de l'Òpera de París Apollon et Coronis (1781), i a més va compondre els ballables de l'òpera Tarare de Salieri, i d'Oedipe à Colone, òpera de Sacchini; també és autor del tercer acte d'Arviri et Evéline que Sacchini no va poder acabar perquè el va sorprendre la mort.